# Josef Masopust
Josef Masopust (Most, 9 de fevereiro de 1931 — Praga, 29 de junho de 2015 ) foi um futebolista e treinador checo. É considerado um dos maiores nomes do futebol da Tchecoslováquia, atuava como meio-campista.

## Carreira
Masopust fez parte do elenco da Seleção Tchecoslovaca de Futebol que disputou a Copa do Mundo de 1958 e 1962.  Ele foi o autor do primeiro gol da final da Copa do Mundo de 1962, ao longo da carreira, Masopust recebeu diversas honrarias, como a Ordem de Mérito da Fifa, em 2005, e foi reconhecido como o melhor futebolista tcheco do século XX. Além disso, se tornou o primeiro de seu país a receber o prêmio Bola de Ouro da revista France Football, entregue ao melhor jogador europeu da temporada, justamente em 1962. Conhecido por sua elegância e fair play em campo, ele começou no modesto FK Banik Most, e estreou como profissional no FK Teplice, em 1950. Chegou ao auge de sua carreira no Dukla Praga, onde ganhou a liga do país oito vezes e levantou três taças da copa nacional. Pela seleção tchecoslovaca, fez 63 partidas, anotando 10 gols. Além do 2º lugar no Mundial do Chile, também levou sua seleção ao 3º lugar na Eurocopa de 1960, disputada na França.Após se aposentar em 1970, trabalhou como treinador até 1996. Chegou a treinar o próprio Dukla, conquistou o título tcheco com o FC Zbrojovka Brno, em 1978, e comandou a seleção nacional entre 1984 e 1987, faleceu em casa aos 84 anos após doença prolongada.

## Honrarias
Masopust foi eleito em 2004 como o melhor jogador tcheco dos 50 anos da UEFA, nos Prêmios do Jubileu da entidade.

## Títulos individuais
- Bola de Ouro (1962)